# Controverse Bufnoir-Boutmy sur l'enseignement du droit
La controverse Bufnoir-Boutmy sur l'enseignement du droit (ou polémique Boutmy-Bufnoir) est une controverse d'ordre académique, pédagogique et épistémologique qui a lieu durant les années 1880 et jusqu'au début des années 1890, durant laquelle s'opposent le professeur de droit de l'université de Paris Claude Bufnoir et le directeur de l'École libre des sciences politiques Émile Boutmy sur la manière d'enseigner le droit et sur la nature de la science politique.
Cette polémique recouvre une opposition entre les facultés de droit et la nouvelle école de sciences politiques de Boutmy. Elle participe de la genèse de la science politique en France.

## Histoire

### Contexte
Depuis Napoléon Ier, l'enseignement du droit est assuré en France par les universités, au sein des facultés de droit. La tradition qui prédomine est la tradition positivisme, selon laquelle le droit étant positif, l'enseignement doit consister en un commentaire et une interprétation du droit (méthode exégétique). 
Certains professeurs s'opposent toutefois à cette méthode. Une première controverse a lieu sous la monarchie de Juillet entre Édouard Lefebvre de Laboulaye et Julien-François Oudot. Ce dernier considérait que la méthode positiviste et exégétique du droit était celle qui convenait à la discipline ; Laboulaye lui répond en publiant en 1839 De l'enseignement du droit en France et des réformes dont il a besoin, où il soutient que le droit doit être enseigné à travers une diversité de méthodes et de prismes, et non seulement sous l'angle positiviste.

### Genèse
Émile Boutmy crée, en 1871, l’École libre des sciences politiques, dont le projet est de former une nouvelle élite française. Alors que les facultés de droit disposaient jusqu'alors du monopole de l'enseignement du droit, Boutmy introduit des cours de droit et propose une manière inductive et empirique d'enseigner la discipline, tranchant radicalement avec la méthode positiviste des facultés. Cet évènement réactive les positions soutenus lors du débat Laboulaye-Oudot. La controverse qui s'apprête à naître est aussi la révélatrice des tensions entre cette nouvelle école et les facultés de droit, qui craignent pour leur monopole.
Le directeur de Sciences Po publie des articles au sujet de l'enseignement du droit prôné par l’École libre, articulé aux autres sciences sociales et irrigué par la philosophie du droit. L'objectif de cet enseignement est alors de former non pas des techniciens du droit, mais des utilisateurs du droit disposant d'un recul sur celui-ci. Cet enseignement est sous-tendu par une approche expérimentale et inductive. Il s'oppose ainsi frontalement à l'enseignement des facultés de droit, et notamment celle de l'université de Paris, qui est technique et doctrinale. Déductive, positiviste, l'enseignement des facultés donnant accès à la licence de droit se veut fondée sur la maîtrise des règles de droit. Toutefois, des doyens de la faculté de droit de Paris demandent au ministère de l'Enseignement la création de chaires et de programmes sur la science politique, inspirés par ce que Boutmy a créé dans son école.

## Controverse
Membre de la Société pour l'étude des questions d'enseignement supérieur, Boutmy débat de l'enseignement du droit avec ses collègues, dont Laboulaye et Marcellin Berthelot,. La controverse se déclenche lorsque Claude Bufnoir, professeur de droit respecté de l'université de Paris et membre de la Société, entre dans la polémique avec Boutmy pour défendre une position dissidente. Bufnoir est lui-même proche du professeur Oudot, qui avait débattu sous la monarchie de Juillet contre Laboulaye. Alors que Boutmy défend l'utilisation de l'histoire afin de saisir le droit et ses enjeux, Bufnoir soutient une autonomie du droit face aux disciplines historique et philosophique et considère que le droit doit être enseigné positivement, tel qu'il est en vigueur. 
La polémique glisse également sur la nature et le statut de la science politique. Comme le remarque Pierre Favre, qui qualifie la polémique de « guerre de positions », la question est alors de savoir si la science politique encore en gestation fait partie du droit ou non. Or, Bufnoir, « et avec lui la plupart des juristes, estime que la science politique est et reste du droit, que les sciences politiques ne se développeront et ne parviendront à maturité que si ce sont les juristes qui l'enseignent ». C'est pourquoi Bufnoir, dans un rapport publié en 1881, demande au ministre de l'Instruction publique que la science politique naissante soit enseignée dans les facultés de droit.
La polémique fait l'objet d'une couverture par la presse académique de l'époque, et les deux professeurs se répondent par articles interposés. Louis Liard prend le parti de Bufnoir participe aux débats. La controverse dure sans que le fond ne soit vraiment tranché, et en 1894 encore, Boutmy publie un article dans la Revue politique et littéraire intitulé « La réforme des études supérieures de droit ». Claude Bufnoir finit par admettre dans un article publié dans la Revue internationale de l'enseignement que le combat est vain, car l'université ne peut « nuire à la prospérité d'une école instituée en vue de donner à une élite, comme complément de l'instruction générale, une instruction spéciale supérieure, complète, en tout ce qui touche aux sciences de l’État ».

## Postérité
La controverse Bufnoir-Boutmy est un moment marquant de la genèse des sciences politiques en France,. En termes pratiques et politiques, elle se solde par la victoire de Boutmy : les facultés de droit ne procèdent pas au regroupement espéré par Bufnoir de l'économie et de la science politique, tandis que l’École libre des sciences politiques continue d'enseigner le droit tout en jouant un rôle majeur dans l'émergence et la structuration du droit administratif français et dans la fondation des sciences du gouvernement. L'école de Boutmy recrute même des enseignants de l'université de Paris, dont certains sont titularisés et y enseignent exclusivement. 
Toutefois, cette polémique ralentit effectivement l'émergence d'un pôle d'enseignement du droit au sein de l'ELSP, en vertu d'un partage implicite des tâches entre l'école de Boutmy et la faculté de droit de Paris. L'héritière de l'ELSP, l'Institut d'études politiques de Paris, finit par créer une école de droit durant les années 2000, provoquant la réactivation de tensions avec les universités Panthéon-Sorbonne et d'Assas.